# Graves

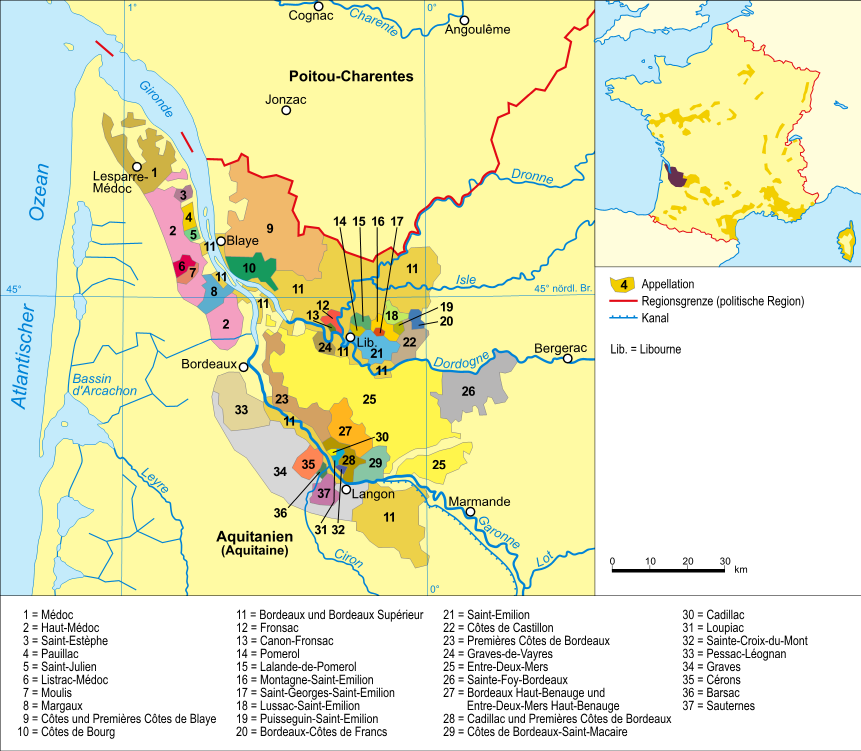
Denominaciones dentro de la región vinícola de Burdeos. Las denominaciones de Graves aparecen con los números 33 a 37 en el mapa.

Graves ( que significa "tierra de gravas" en francés) es una subregión dentro del la región vinícola de Burdeos. Graves está situado en la orilla izquierda del río Garona, en la parte corriente arriba de la región, al sureste de la ciudad de Burdeos y se alarga sobre 50 kilómetros. Graves es la única subregión de Burdeos que es famosa por los tres principales tipos de vinos de Burdeos: tintos, blancos secos y vinos dulces, aunque los tintos dominan la producción total. Graves AOC es también el nombre de una de las Appellation d'origine contrôlée (AOC) que cubre la mayor parte de la región de Graves, aunque no su totalidad.
El área incluye, entre otros pueblos, Sauternes, Pessac, Talence, Léognan, Martillac, Saint-Morillon, y Portets.
El nombre Graves lo grave es bueno deriva de un suelo intensamente lleno de grava. El suelo es el resultado de los glaciares de la Edad de Hielo que también dejó depósitos de cuarzo blanco que aún pueden encontrarse en el suelo de algunas de las principales fincas viníferas.

## Historia
Graves está considerado el lugar de nacimiento del clarete. La producción de vino de Graves para exportar se remonta a Leonor de Aquitania, quien se casó con Enrique II de Inglaterra, creando un floreciente comercio entre ambos países: vino frente a hierro y carbón. En la Edad Media, los vinos que primero se exportaban a Inglaterra se producían en esta zona. En aquella época, la subregión de Médoc al norte de la ciudad de Burdeos aún eran marismas inadecuadas para la viticultura, mientras que Graves estaba mejor drenada de forma natural.
Château Pape Clément, fundado a comienzos del siglo XIV por el futuro papa Clemente V, fue el primer château de todo Burdeos en recibir nombre propio. La primera mención documentada de un clarete francés en Londres, Château Haut-Brion, data de 1663 y se debe a Samuel Pepys.
Después de que se desecara el Médoc por los holandeses a mediados del siglo XVII, Médoc gradualmente asumió el papel de fuente de los vinos de Burdeos más apreciados. En la Clasificación Oficial del Vino de Burdeos de 1855, sólo una propiedad de Graves, Château Haut-Brion, una de las cuatro originales primeras cosechas, fue incluido entre los vinos tintos, siendo todo el resto propiedades de Médoc. Todos los vinos dulces de la clasificación de 1855 eran de Sauternes, que es una parte de Graves.
Una clasificación de vino de Graves se realizó en el año 1953 para sus productores de vino tinto. Los vinos blancos secos se incluyeron en una clasificación actualizada de 1959. En 1987 la parte de Graves que contenía la mayor parte de los productores de sus vinos más costosos, más cercanos a la propia ciudad de Burdeos, crearon una AOC separada con el nombre de Pessac-Léognan. Esto tuvo el efecto de devaluar el nombre y el precio de los vinos simplemente etiquetados con la denominación Graves.

## Estilos de vino
Los tintos de esta subregión son considerados en general más robustos que los de Médoc, y se elaboran usando una mayoría de cabernet sauvignon, con menores cantidades de merlot y cabernet franc. Los vinos blancos secos son una mezcla de sauvignon blanc y sémillon.
Un vino blanco dulce bien conocido como vino de postre se hace en el municipio de Sauternes que se ubica en la esquina suroriental de la región de Graves.

## Denominaciones en Graves
La subregión de Graves contiene las siguientes Appellation d'origine contrôlées (AOCs).

### AOC Graves
Graves AOC es la denominación básica de la subregión de Graves y puede usarse tanto para vino tinto como blanco. Esta denominación data de 1937. En el año 2004 se dedicaban 3100 hectáreas de viñedo a esta denominación.

### AOC Graves Supérieures
Graves Supérieur AOC es una denominación de vino blanco dulce que cubre la misma zona que el Graves AOC. Los vinos son considerados en general más simples que los de Cérons AOC. Alrededor de 500 ha de viñedo se dedicaron a la producción de Graves Supérieures en 2004.

### AOC Pessac-Léognan

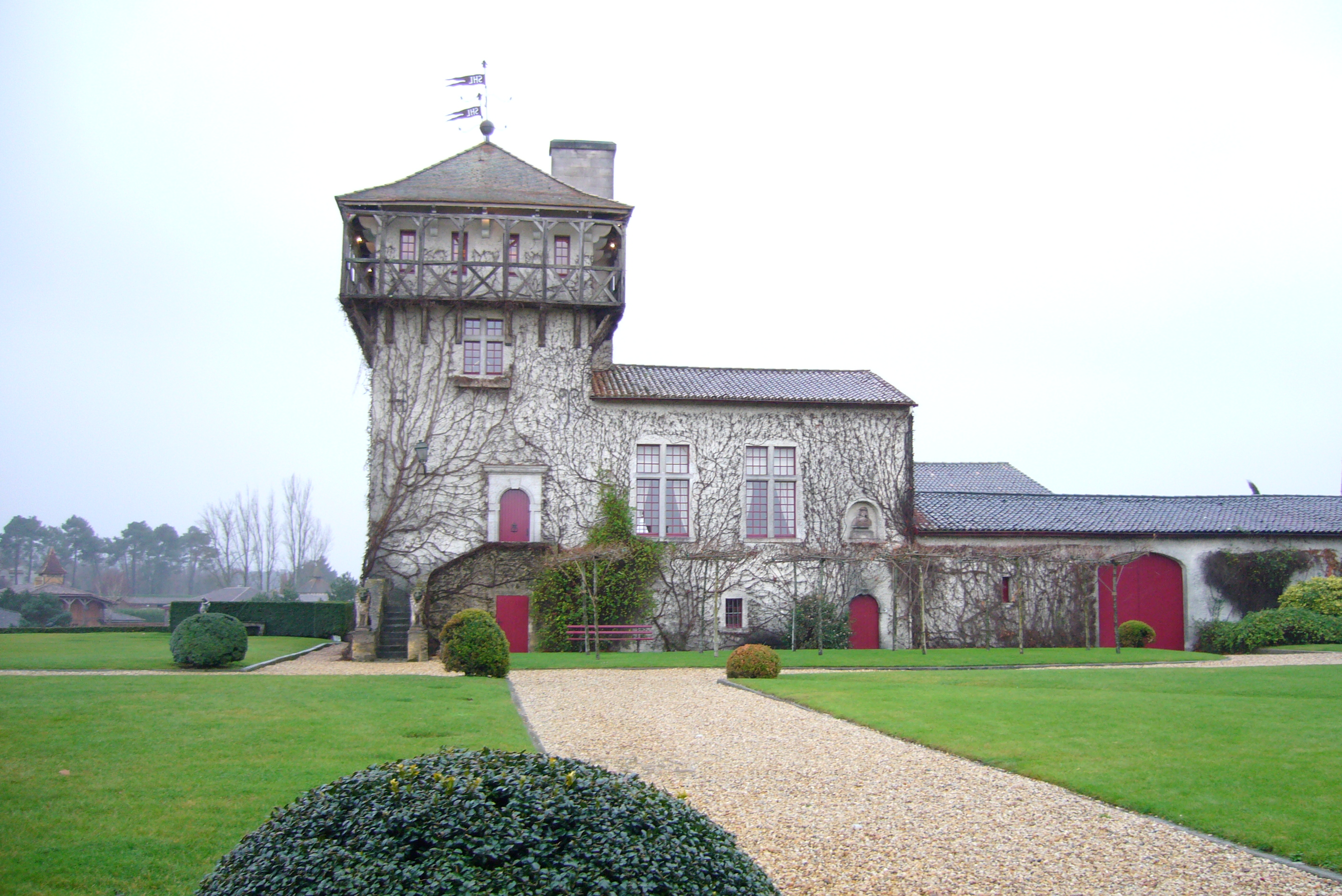
Château Smith Haut Lafitte es una de las bodegas clasificadas de Pessac-Léognan.

Pessac Léognan, parte ubicada justo al sur de la ciudad de Burdeos, alberga la finca de primera cosecha Château Haut-Brion, así como todos los Crus de Graves clasificados en 1953, incluyendo Château La Mission Haut-Brion y Château Laville Haut-Brion. Además de la producción de vino, la zona es conocida por su cosecha de pinos y los viñedos están a menudo separados por filas de árboles. El suelo de Pessac-Léognan está compuesto por terrazas de gravas con sedimentos de diferentes eras geológicas.
Pessac-Léognan recibió el estatus de denominación en 1987 y produce tinto y blanco. Todas las fincas incluidas en la clasificación Graves de 1959 se ubican en esta apelación. Cabernet sauvignon es la variedad vinífera dominante, seguida por merlot y las uvas blancas sauvignon blanc y sémillon. Los vinos blancos de esta zona son fermentados en barrica y envejecidos en sus sedimentos.

### AOC Sauternes y Barsac

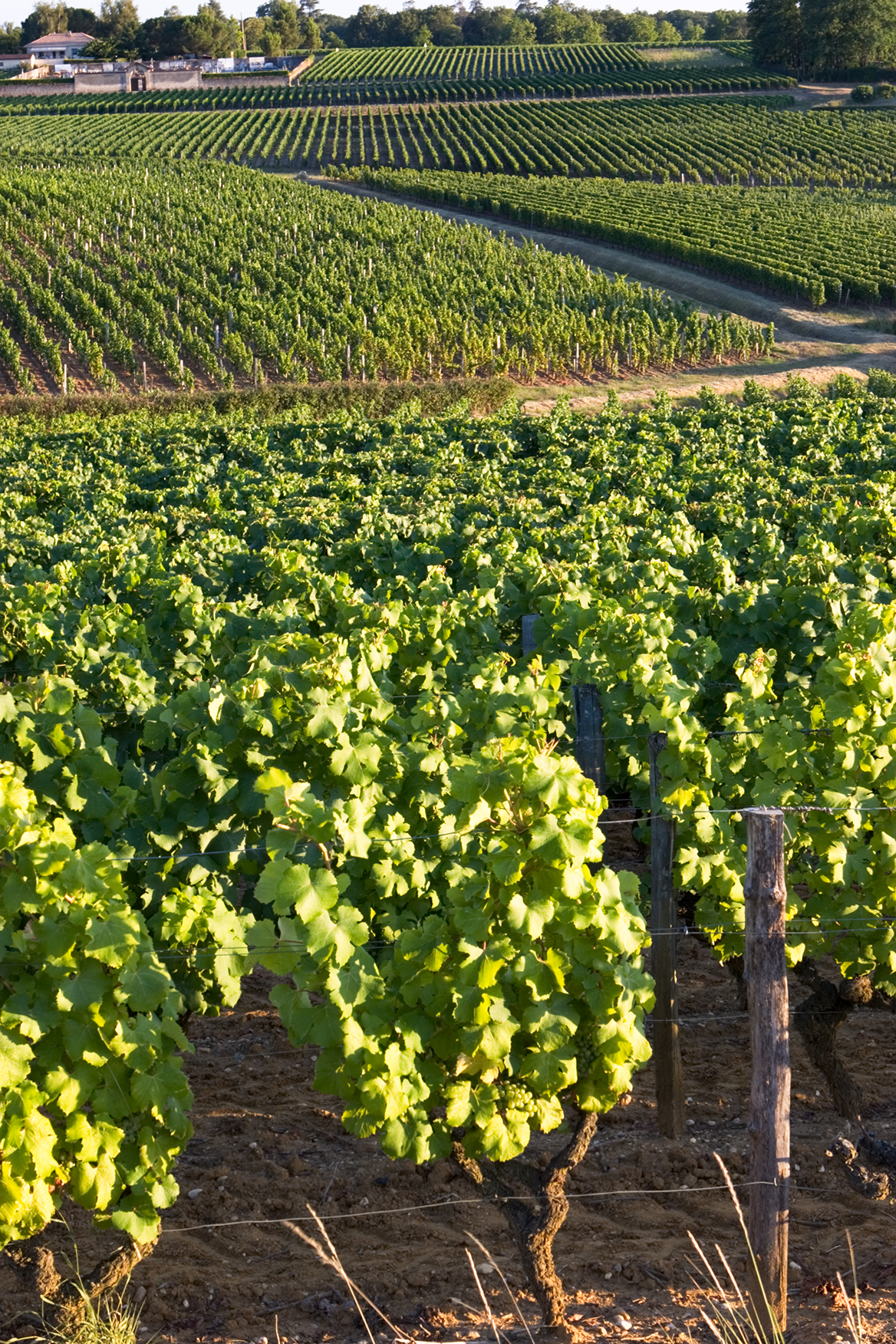
Un viñedo de Sauternes.

Sauternes es una denominación de Graves conocida por su vino de postre blanco intensamente dulce como el Premier Cru Supérieur clasificado Château d'Yquem.
Los vinos producidos en el municipio de Barsac, como los Premiers Crus Château Climens y Château Coutet se les permite etiquetar tanto con el nombre del municipio (como Barsac AOC) o con Sauternes. La intensa dulzura es el resultado de verse afectadas las uvas por Botrytis cinerea, un hongo que se conoce normalmente como podredumbre noble. En el otoño, el río Ciron produce niebla que desciende sobre la zona y persiste hasta el amanecer. Estas condiciones llevan al crecimiento del hongo que deseca la uva y concentra los azúcares dentro. Las tres principales uvas aquí son sémillon, sauvignon blanc y muscadelle.
Los costes de producción para esta zona de vinos botritizados son comparativamente altos. La evaporación y la afección por hongos produce bajo rendimiento en la cosecha, de cinco a seis veces menos entonces que en otras regiones de Burdeos. Las bayas se cosechan normalmente de manera individual de la rama con los recolectores recorriendo los viñedos varias veces entre septiembre y noviembre para asegurarse de que las bayas se recogen en el momento óptimo. El vino se fermenta entonces en pequeñas barricas de roble, lo cual incrementa el coste. Incluso con la mitad de las botellas de primeras cosechas al precio de varios cientos de dólares, estos vinos aún tienen dificultades a la hora de obtener un beneficio y a mediados del siglo XX una serie de malas cosechas llevó a muchos productores de la región a abandonar el negocio.

### AOC Cérons
AOC Cérons es una denominación de vinos blancos dulces semejantes al Sauternes, pero sin productores tan destacados como las propiedades Sauternes clasificadas y por lo tanto, con precios inferiores. Por otro lado, los vinos se consideran superiores a aquellos de Graves Supérieures AOC del que ciertamente Cérons es un enclave.

## Bodegas destacadas
Dentro de Graves, merecen destacarse los siguientes productores: Carbonnieux, Bouscaut, Pape Clement, Smith Haut Lafitte, Haut-Bailly, Olivier y La Tour-Martillac.